# Uliocnemis lepturges
Uliocnemis lepturges là một loài bướm đêm trong họ Geometridae.